# Episodi di iZombie (quinta stagione)
La quinta e ultima stagione della serie televisiva iZombie, composta da 13 episodi, è stata trasmessa in prima visione dalla rete televisiva statunitense The CW, dal 2 maggio al 1º agosto 2019.
In Italia la stagione è stata trasmessa dal 7 ottobre al 30 dicembre 2019, dal canale Premium Action.
| nº | Titolo originale          | Titolo italiano                     | Prima TV USA   | Prima TV Italia  |
| -- | ------------------------- | ----------------------------------- | -------------- | ---------------- |
| 1  | Thug Death                | Una vittima sacrificale             | 2 maggio 2019  | 7 ottobre 2019   |
| 2  | Dead Lift                 | Sollevamento morti                  | 9 maggio 2019  | 14 ottobre 2019  |
| 3  | Five, Six, Seven, Ate!    | Paso doble                          | 16 maggio 2019 | 21 ottobre 2019  |
| 4  | Dot Zom                   | Il progetto Z                       | 23 maggio 2019 | 28 ottobre 2019  |
| 5  | Death Moves Pretty Fast   | La morte si muove molto velocemente | 30 maggio 2019 | 4 novembre 2019  |
| 6  | The Scratchmaker          | La combina-matrimoni zombie         | 6 giugno 2019  | 11 novembre 2019 |
| 7  | Filleted to Rest          | La morte è servita                  | 13 giugno 2019 | 18 novembre 2019 |
| 8  | Death of a Car Salesman   | Morte di un venditore d'auto        | 20 giugno 2019 | 25 novembre 2019 |
| 9  | The Fresh Princess        | Una miss mancata                    | 27 giugno 2019 | 2 dicembre 2019  |
| 10 | Night and the Zombie City | Di notte, nella città degli zombie  | 11 luglio 2019 | 9 dicembre 2019  |
| 11 | Killer Queen              | Killer queen                        | 18 luglio 2019 | 16 dicembre 2019 |
| 12 | Bye, Zombie               | Addio zombie                        | 25 luglio 2019 | 23 dicembre 2019 |
| 13 | All's Well That Ends Well | Tutto è bene ciò che finisce bene   | 1º agosto 2019 | 30 dicembre 2019 |